# Michel Goedert

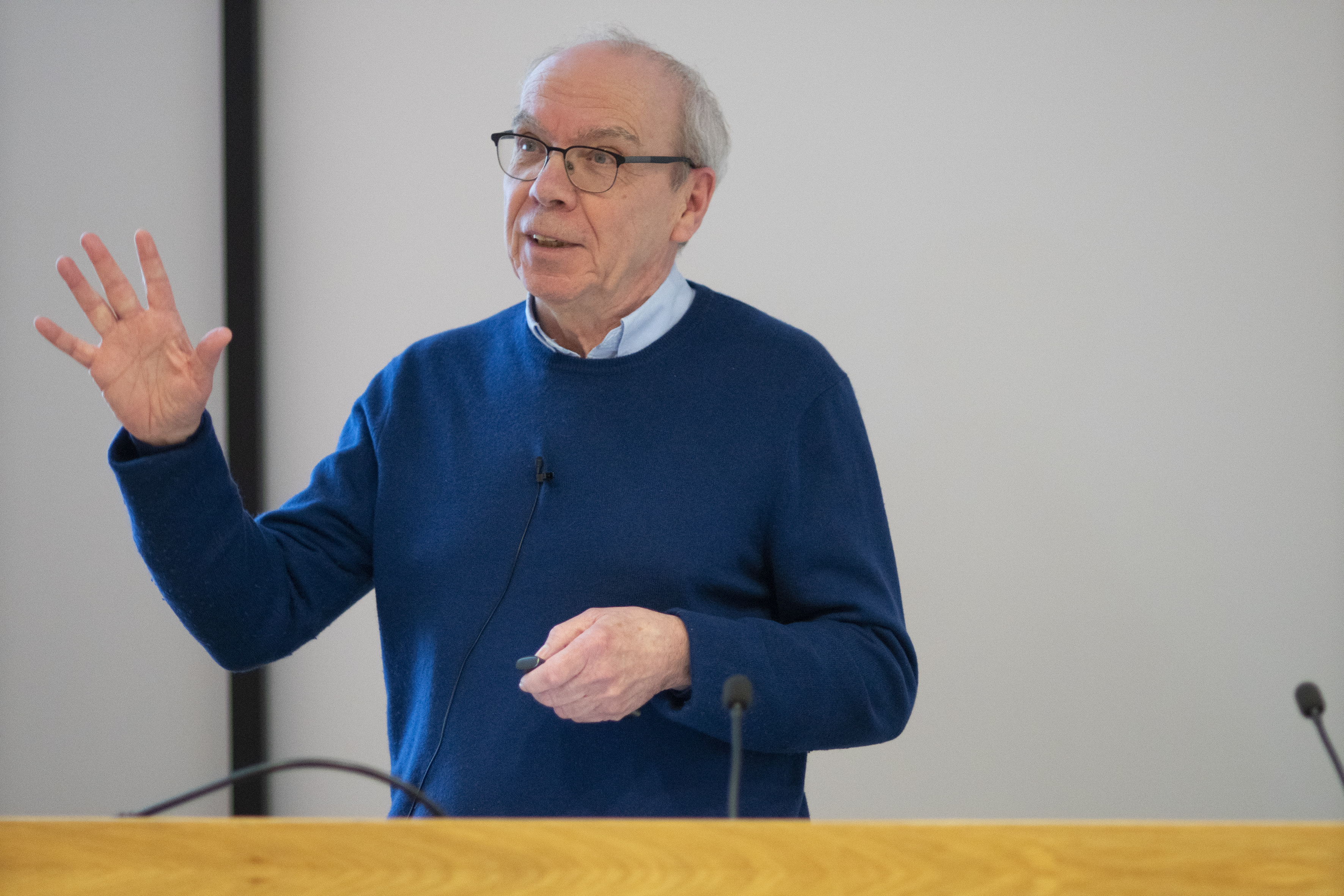
Michel Goedert

Michel Goedert (* 1954 in Luxemburg) ist ein luxemburgisch-britischer Mediziner, Pharmakologe und  Neurowissenschaftler. Er ist bekannt für Forschungen über die Ursachen neurodegenerativer Erkrankungen wie Alzheimer-Krankheit und Parkinson-Krankheit.
Goedert studierte Medizin in Basel und Pharmakologie an der Universität Cambridge. Er ist seit 1984 am Laboratory of Molecular Biology des MRC in Cambridge, ab 1988 als Programmleiter. Zeitweise leitete er dort die Abteilung Neurobiologie.
Er trug wesentlich zum Verständnis der Ursachen von Alzheimer bei, indem er zeigte, das Tau-Proteine (die normalerweise Transportbahnen in Nervenzellen stabilisieren) eine Hauptkomponente der krankhaften Proteinablagerungen bei Alzheimer bilden, er wies Genmutationen nach (MAPT), die zu fehlerhaften Tau-Proteinen führen, und fand Hinweise, dass deren Anhäufung sich wie bei einer Kettenreaktion ausbreitet.
Außerdem zeigte er, dass α-Synuclein ein Hauptbestandteil der krankhaften Proteinablagerungen bei Parkinson-Krankheit, Lewy-Körperchen-Demenz und Multisystematrophie sind. Er trug zur Aufklärung der Struktur der entsprechenden Aggregate bei und fand auch hier Anzeichen für eine Ausbreitung.
1996 erhielt er den Metlife Foundation Award for Medical Research in Alzheimer's Disease, 1998 den Potamkin Prize und 2014 den European Grand Prix for Research der Foundation for Research on Alzheimer's disease. 2018 erhielt er den Brain Prize mit Christian Haass, John A. Hardy und Bart De Strooper, 2019 die Royal Medal und 2021 den Hartwig-Piepenbrock-DZNE-Preis. Seit 2000 ist er Fellow der Royal Society. 2018 wurde er zum Mitglied der Academia Europaea gewählt.
Er ist mit Maria Grazia Spillantini verheiratet, mit der er einen Sohn hat und auch vielfach zusammenarbeitet.

## Schriften (Auswahl)
Außer die in den Fußnoten zitierten Arbeiten.
- mit V. M. Y. Lee,  J. Q. Trojanowski, Neurodegenerative tauopathies, Annual Review of Neuroscience, Band 24, 2001, S. 1121–1159
- mit M. G. Spillantini: A century of Alzheimer's disease, Science, Band 314, 2006,  S. 777–781
- mit D. S. Eisenberg, R.A. Crowther, Propagation of tau aggregates and neurodegeneration, Annual Review of Neuroscience, Band 40, 2017, S. 189–210